# Dorfkirche Grünefeld

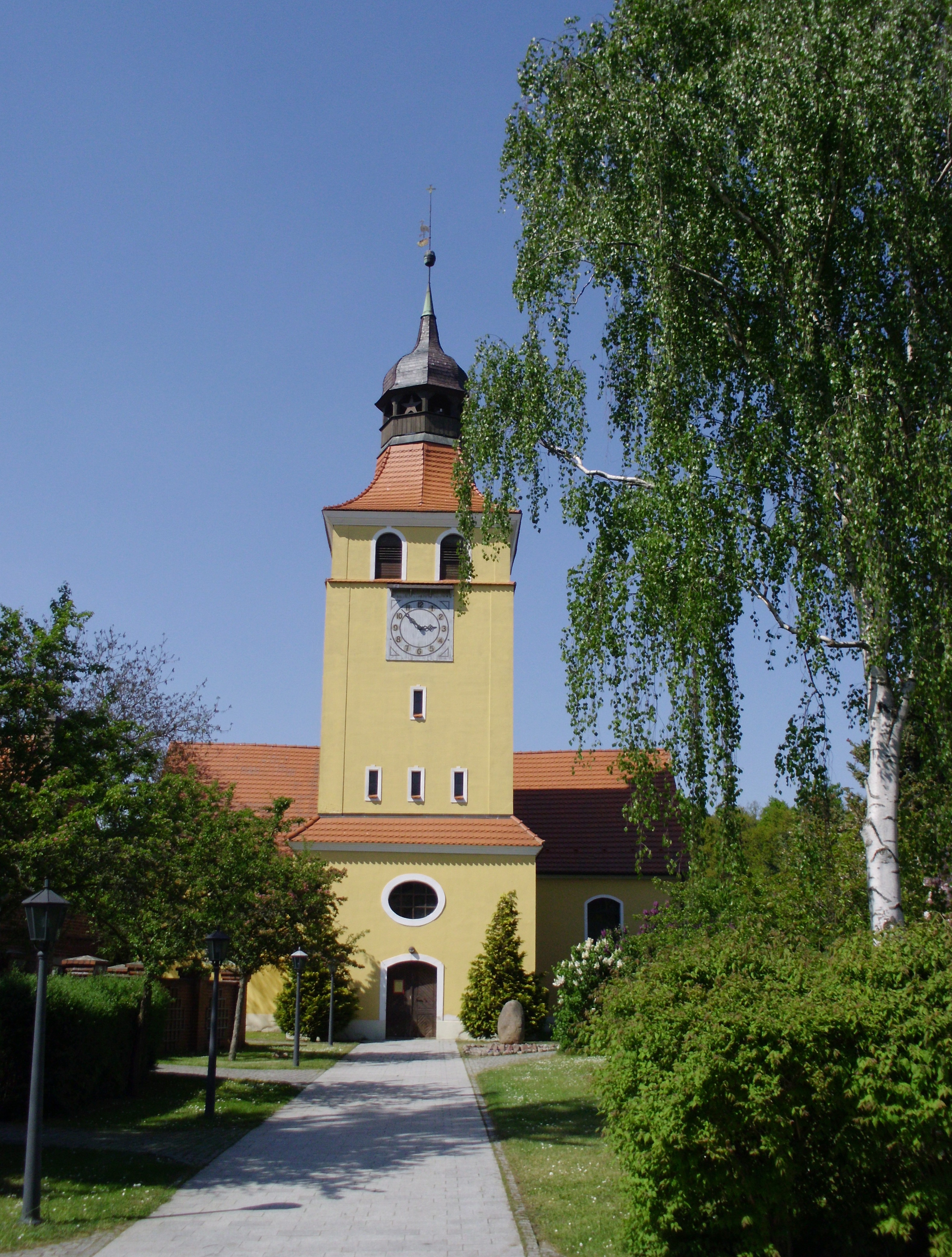
Dorfkirche Grünefeld

Die evangelische Dorfkirche Grünefeld ist eine barocke Kreuzkirche in Grünefeld, einem Ortsteil der Gemeinde Schönwalde-Glien im Landkreis Havelland im Land Brandenburg. Die Kirchengemeinde gehört zum Kirchenkreis Nauen-Rathenow der Evangelischen Kirche Berlin-Brandenburg-schlesische Oberlausitz.

## Lage
Die Paarener Straße führt von Westen kommend in östlicher Richtung durch den historischen Ortskern. Die Kirche steht nördlich dieser Straße auf einem leicht nach hinten versetzten Grundstück, das zwar nicht eingefriedet, aber von Wohnbebauung umgeben ist.

## Geschichte
Bereits bei der Ersterwähnung von Grünefeld wurde von einem Pfarrer Curtt berichtet. Demzufolge muss es auch bereits eine Dorfkirche gegeben haben, über deren weiteres Aussehen jedoch nichts bekannt ist. Ein weiterer Hinweis sind zwei Pfarrhufen, die 1450 erwähnt wurden (1480, 1624), während die Kirche eine weitere Hufe besaß. Ab 1587 war die Dorfkirche Börnicke als Tochterkirche nach Grünefeld eingepfarrt. Das Kirchenpatronat lag um 1630 zur Hälfte bei den von Redern zu Schwante sowie den von Bredow zu Kremmen.
Das Bauwerk entstand im Jahr 1733 unter Einbezug eines mittelalterlichen Vorgängerbaus, von dem im unteren Bereich Wände aus Feldstein einbezogen wurden. So entstand ein kreuzförmiger Putzbau, in dessen Innenraum im Jahr 1850 eine Orgel eingebaut wurde. Von 1379 bis zum Jahr 1900 war Grünefeld Mutterkirche mit Börnicke als Tochterkirche. Im 19. Jahrhundert lag das Patronat im Wesentlichen bei den Gütern Schwante und Groß Ziehten, zu einem Neuntel auch bei den Gütern Flatow und Staffelde sowie dem Amt Oranienburg. Im Jahr 1910 errichteten Handwerker einen Kirchturm, nachdem der ursprünglich errichtete Turm bei einem Unwetter im Jahr 1890 zerstört worden war.

## Baubeschreibung

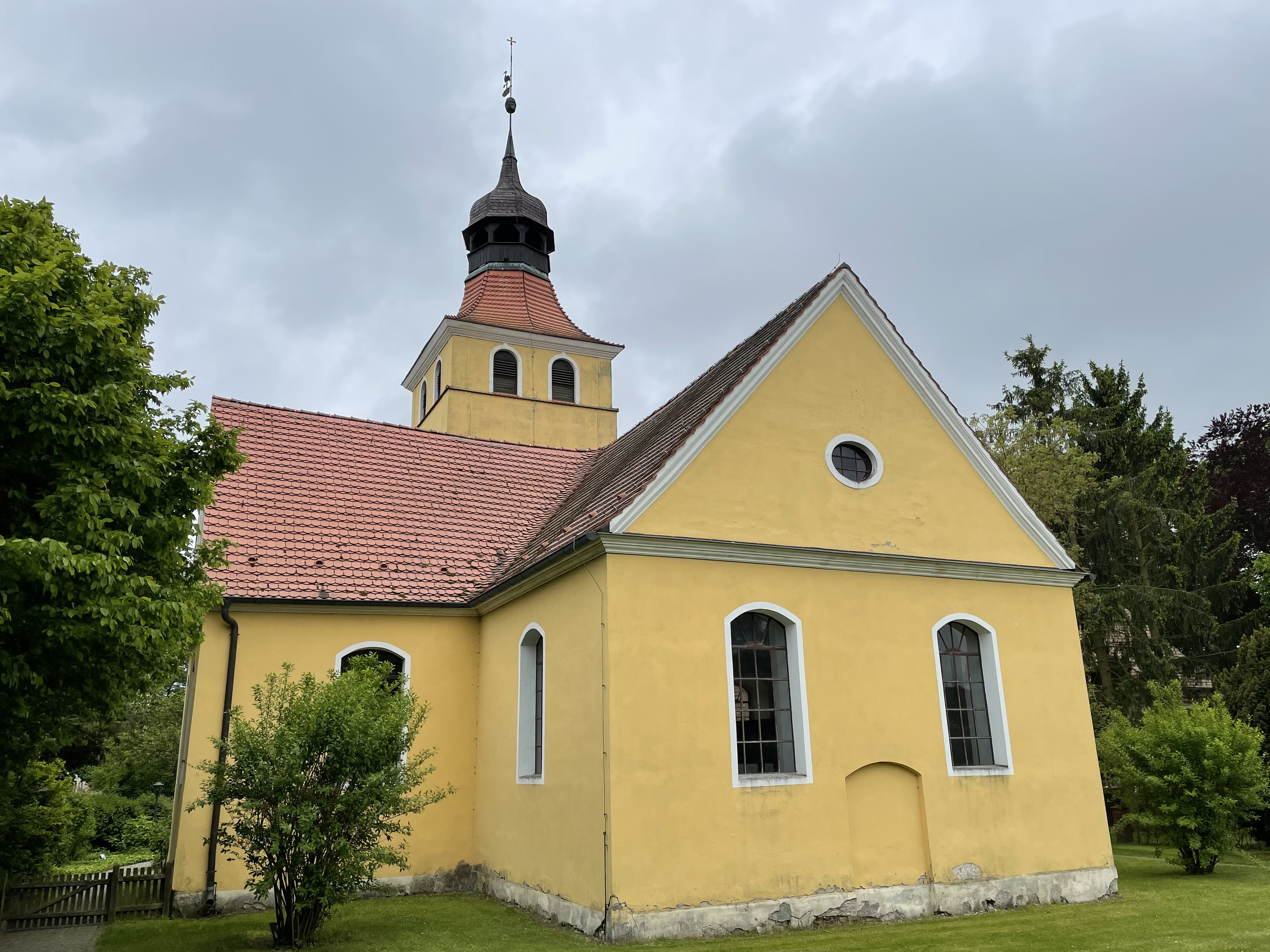
Nordostansicht

Im unteren Bereich besteht die Kirche aus Feldsteinen des Vorgängerbaus, während der restliche Baukörper aus Mauersteinen entstand, die anschließend verputzt wurden. Er hat die Form einer Kreuzkirche; damit ist es der Kirchengemeinde möglich, auf drei Seiten um den geosteten Altar zu sitzen.
Der Chor ist gerade und nicht eingezogen. Am Chorschluss befinden sich zwei gedrückt-segmentbogenförmige Fenster, deren Fasche farblich hervorgehoben wurden. Mittig ist eine kleinere, mittlerweile zugesetzte Pforte. Am Übergang zum Giebel befindet sich ein Putzband, darüber mittig ein Ochsenauge. An der Nord- und Südwand des Chors sind ebenfalls je ein gedrückt-segmentbogenförmiges Fenster. Gleiches gilt auch für die beiden Querarme, in denen nach Westen bzw. Osten je ein gleichartiges Fenster verbaut wurde. Diese Form wurde auch am übrigen Kirchenschiff verwendet. Auch hier befindet sich je ein Fenster.
Im südlichen Kreuzarm befindet sich eine gedrückt-segmentbogenförmige Pforte, darüber ein weiteres Ochsenauge. Oberhalb erhebt sich der neobarocke Kirchturm, der im mittleren Geschoss an seiner Südseite drei hochrechteckige Fenster besitzt. Darüber ist ein weiteres Fenster. Die West- und Ostseite sind identisch gestaltet. An der Südseite befindet sich zusätzlich eine Turmuhr. Oberhalb befindet sich das Glockengeschoss. Es besitzt an jeder Seite zwei rundbogenförmige Klangarkaden, darüber eine hohlgeschweiftes Dach mit einer offenen Laterne, die mit einer Turmkugel, Wetterfahne und Kreuz abschließt.

## Ausstattung

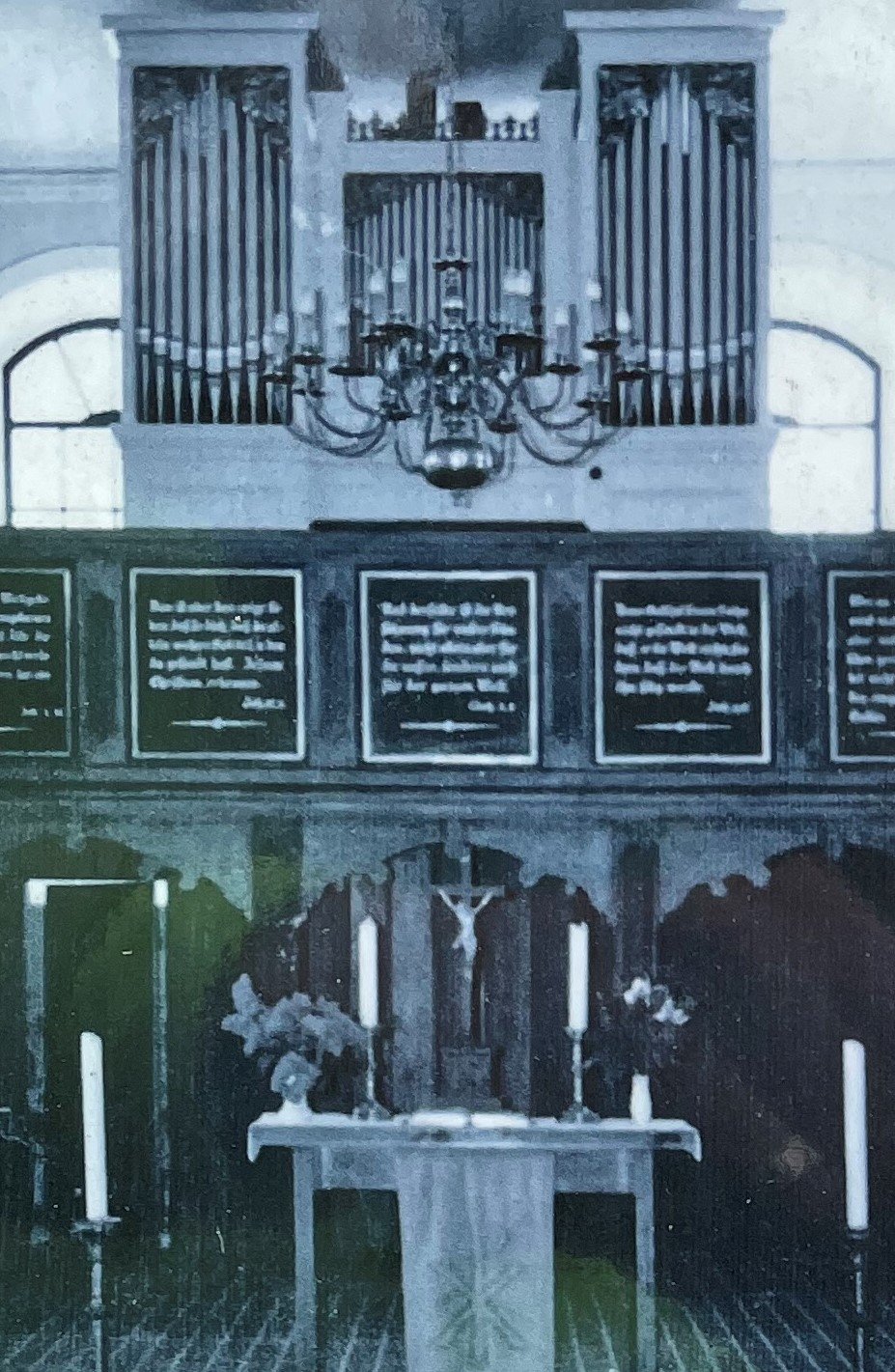
Orgel

Im Jahr 1850 errichteten Handwerker über dem Altar die Orgelempore. Weitere Emporen befinden sich im südlichen und westlichen Kreuzarm. Zur gleichen Zeit wurde eine neue Kanzel aufgestellt. Oberhalb des Altars steht eine Orgel, die Carl Ludwig Gesell gemeinsam mit Carl Schultze im Jahr 1850 errichtete. Das Instrument verfügt über ein klassizistisches Prospekt mit elf Registern auf einem Manual und Pedal. Das Instrument wurde in mehreren Abschnitten in den Jahren 1995 bis 2005 von der Firma Alexander Schuke Potsdam Orgelbau restauriert.
Im Turm hängen drei Hartgussglocken aus dem Jahr 1958. Vor dem südöstlichen Kreuzarm erinnert ein Findling an die Opfer der Weltkriege.